# Jan Głogowski (lekarz)
Jan Głogowski (ur. 22 czerwca 1854 w Goszczynie, zm. 27 marca 1910 w Ostrowcu) – polski lekarz, działacz endecki i oświatowy.

## Życiorys
Był synem Franciszka i Anny z domu Uklej. Ukończył gimnazjum, a następnie odbył studia medyczne na Cesarskim Uniwersytecie Warszawskim. W 1880 roku osiadł na stałe w Ostrowcu. Od 1895 roku do śmierci w 1910 roku pracował w mieście tym jako lekarz miejski. W 1897 roku otworzył we własnym domu przy ul. Aptecznej sezonową lecznicę. Angażując się w życie społeczne, działał w ochotniczej straży pożarnej i Ostrowieckim Towarzystwie Śpiewaczym „Lutnia”. Zorganizował nadto w Ostrowcu oddział Warszawskiego Towarzystwa Higienicznego i był jego prezesem w latach 1908–1910. Należał również do Warszawskiego Towarzystwa Lekarskiego.
Zaangażował się w działalność Ligi Narodowej, należąc do jej pierwszych członków w guberni radomskiej. Od 1902 roku, wraz z Maciejem Glogierem i Janem Wigurą, tworzył pierwsze koła Towarzystwa Oświaty Narodowej w Częstocicach i Klimkiewiczowie. W tej pierwszej miejscowości współorganizował wespół z Adamem Mrozowskim Narodowy Związek Robotniczy (1905). W Ostrowcu był jednym z liderów Stronnictwa Narodowo-Demokratycznego i wiceprezesem koła Polskiej Macierzy Szkolnej (1906–1907). Wybrany został elektorem do I Dumy Państwowej z kurii miejskiej w Ostrowcu. Od 1905 do 1907, na fali rewolucji, brał udział w akcji spolszczania szkół, urzędów i sądów, wchodząc do kierownictwa Związku Unarodowienia Szkół w Radomiu.
Został pochowany na cmentarzu w Ostrowcu. W testamencie zapisał swój dom na budowę pierwszego gimnazjum w mieście, które otworzono niedługo po jego śmierci. Dawną ostrowiecką ul. Apteczną nazwano jego imieniem.